# Садыкова, Юлия Николаевна
Юлия Николаевна Садыкова (1877, Мосальский уезд, Калужская губерния — 24 января 1932, Ленинград) — русская и советская учёная-медик, педиатр. Одна из основоположников Ленинградской школы детских врачей.
Преподаватель Ленинградского Государственного института для усовершенствования врачей, доцент, заведующая клиникой для грудных детей Ленинградского научно-практического Института охраны материнства и младенчества.
Член Российской партии конституционных демократов. Принадлежит старинному дворянскому роду Садыковых.

## Биография
Родилась в родовом имении потомственного дворянина, землевладельца, члена Земского собрания Мосальского уезда Калужской губернии, губернского гласного, коллежского советника Николая Петровича Садыкова и его жены Марии Алексеевны. В конце восьмидесятых годов семья перебралась в Санкт-Петербург, куда Н. П. Садыков был приглашён секретарём правления Санкт-Петербургского городского кредитного общества. Первые годы проживали на Шпалерной улице. По неподтвержденным сведениям, здесь недалеко, на Надеждинской улице Юлия Садыкова окончила частную женскую гимназию княгини А. А. Оболенской, после чего, по данным академика М. С. Маслова, училась на высших женских Бестужевских курсах. С 1898 года после окончания курсов в течение нескольких лет занималась педагогической деятельностью.
В 1906 году Юлия Николаевна поступила в Женский медицинский институт (ЖМИ), где заметно отличалась своими способностями. Уже на младших курсах она увлеклась педиатрией. Её первыми педагогами в выбранной специальности стали преподаватели кафедры детских болезней ЖМИ, популярные столичные врачи: профессор Д. А. Соколов, приват-доцент И. А. Шабад и ассистент В. О. Мочан. Однокурсницей Ю. Н. Садыковой оказалась известная в будущем педиатр, директор научно-практического Института охраны материнства и младенчества (НПИ ОММ), а позже ректор Ленинградского педиатрического медицинского института (ЛПМИ) Юлия Ароновна Менделева.

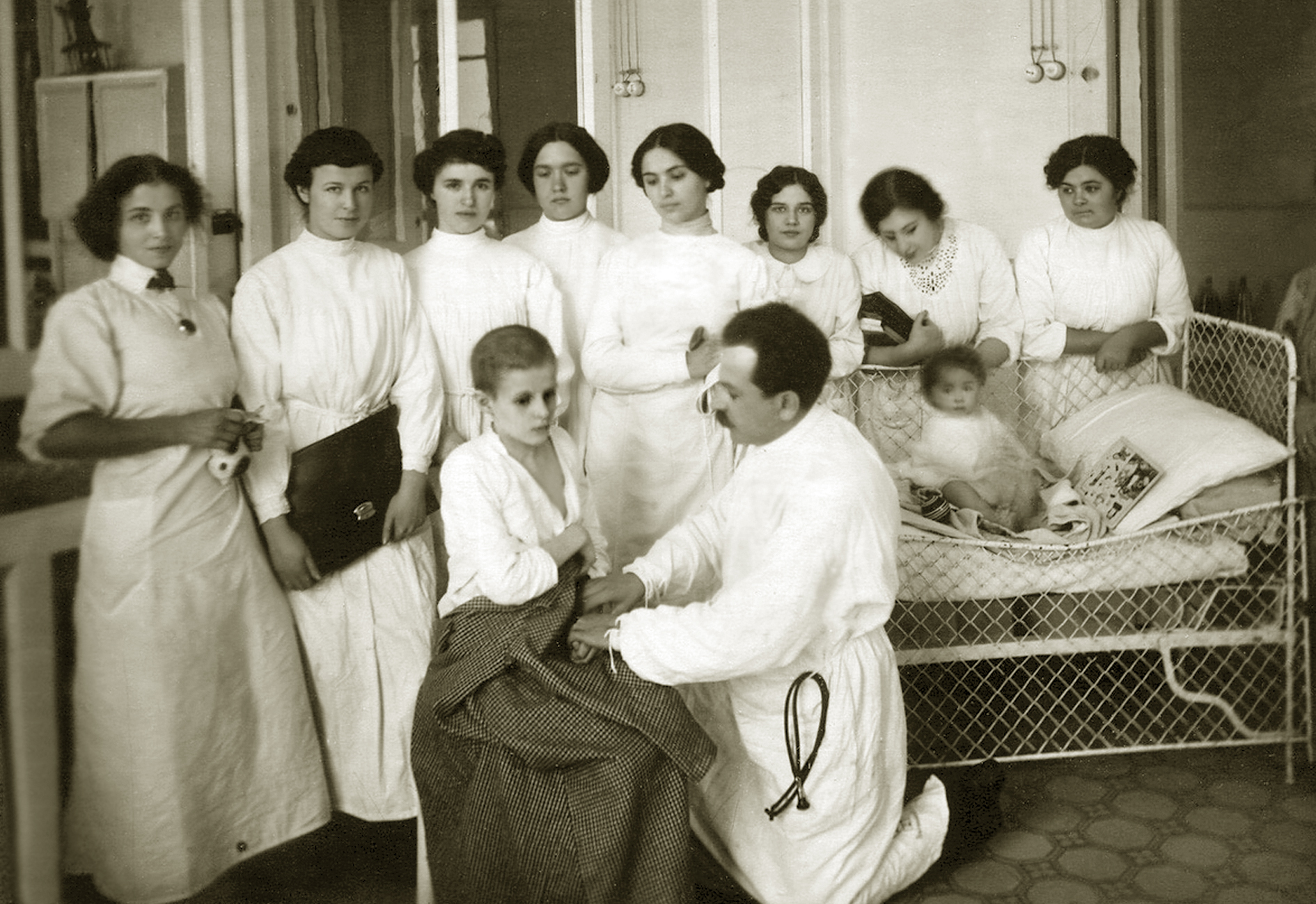
Занятия по детским болезням в ЖМИ проводит приват-доцент И. А. Шабад. Среди студенток Юлия Садыкова. 1910 г.

С окончанием в 1911 году института и получения звания лекаря Ю. Н. Садыкова была принята врачом в приют для грудных и малолетних детей им. Д. Н. Замятина Императорского человеколюбивого общества. В приюте, который возглавлял авторитетный петербургский врач Н. К. Вяжлинский, помимо прочего, был организован приём приходящих больных. Находился он за чертой города, поблизости от железнодорожной станции Удельная на Ивановской ул., д. 9. Ежедневно на дорогу приходилось тратить несколько часов, но такая работа позволила Юлии Николаевне приобрести бесценный клинический опыт. Одновременно у себя дома в Виленском пер. она открыла частный кабинет для приёма больных детей.
В 1913 году по рекомендации профессора Д. А. Соколова Юлия Николаевна была принята врачом-ассистентом в Городскую детскую больницу «В память священного коронования Их Императорских Величеств». Она была открыта на Выборгской стороне всего восемью годами раньше и считалась в те годы самой большой и самой оснащённой в столице. Сначала больницей руководил сам профессор Д. А. Соколов, но к 1913 году её возглавлял его преемник доктор медицины А. Д. Зотов.
После Октябрьской социалистической революции Ю. Н. Садыкова продолжила работу уже качестве ординатора. Это совпало с изменением профиля больницы, которая в 1918 году стала называться Выборгской заразной детской больницей. Кроме того, в 1921 году Юлия Николаевна была избрана ассистентом кафедры детских болезней Петроградского Государственного института усовершенствования врачей.
В 1922 году в судьбе Юлии Николаевны произошли существенные изменения. Будучи функционером по сути, запрещённой в декабре 1917 года партии кадетов и одновременно участвуя в работе Общества русских врачей в память Н. И. Пирогова, которое на своём съезде 22 ноября 1917 года открыто осудило большевистский переворот, Ю. Н. Садыкова давно подозревалась в нелояльности к новой власти.
Развязка наступила на 2-м Всероссийском съезде врачебных секций и секции врачей Всемедикосантруда в мае 1922 года. Тогда в числе многих Юлия Николаевна выступила с острой критикой в адрес Наркомздрава. По доносу разгневанного наркома здравоохранения РСФСР Н. А. Семашко началась кампания по массовому изгнанию интеллигенции, которая коснулась и Ю. Н. Садыковой. Она была арестована 16 августа 1922 года. В ходе следствия один из свидетелей показал: «Она определённая кадетка, злостная, открыто, умно и злобно выступает на врачебных собраниях…». 29 августа Юлию Николаевну приговорили к двум годам ссылки в Киркрай, где использовали по специальности. Главной заботой Юлии Николаевны в Киргизии стала борьба со вспышкой малярии. За успехи на этом поприще, уже через полгода (в феврале 1923 года) ссылка была заменена на поднадзорное проживание в Самаре, где Юлия Николаевна оставшийся срок продолжала работать врачом.
В конце 1924 года Ю. Н. Садыкова вернулась в Ленинград. Ей удалось восстановиться в своей больнице, статус которой вскоре вновь поменялся. 22 января 1925 года она была преобразована в научно-практический Институт охраны материнства и младенчества имени В. И. Ленина. В марте того же года институт возглавила однокашница Юлии Николаевны по ЖМИ Ю. А. Менделева. Убеждённый большевик, она назначила свою идеологическую противницу и недавнюю политическую ссыльную на одну из ключевых должностей, доверив ей руководство самым сложным подразделением института — клиникой для грудных детей. Формально с этого времени научным руководителем Юлии Николаевны стал профессор М. С. Маслов, который в эти годы на самом деле ещё уступал Ю. Н. Садыковой в клиническом опыте, да и по возрасту был существенно моложе.
Почти одновременно Ю. Н. Садыкова была приглашена преподавателем медицинского техникума при институте, который сама же и возглавила в 1929 году.
В 1930 году, в преддверии организации на базе института больницы-медвуза, Юлия Николаевна была избрана доцентом кафедры физиологии, гигиены и диететики раннего детского возраста профессора М. С. Маслова. В новой должности она проработала очень недолго.
Тяжело заболев, Юлия Николаевна скончалась 24 января 1932 года. Ей была всего 55 лет. Место захоронения Ю. Н. Садыковой установить не удалось.

## Семья
- Ю. Н. Садыкова не имела собственной семьи. В последние годы перед Революцией и до ареста она проживала вместе со своим братом Александром Николаевичем Садыковым — с 1908 года сотрудником канцелярии Государственной думы[11].
- Второй брат — Владимир Николаевич Садыков — также служивший в Государственной думе, был секретарём её председателя третьего и четвёртого созывов М. В. Родзянко. Будучи свидетелем многих исторических событий, включая отречение императора Николая II, он оставил книгу воспоминаний: «Последний председатель Государственной Думы». Она была написана в 1924 году в Белграде, куда В. Н. Садыков эмигрировал вскоре после Октябрьской революции.

## Научный вклад
Среди коллег по НПИ Охраны материнства и младенчества Ю. Н. Садыкова пользовалась авторитетом выдающегося клинициста. Её научный вклад, на первый взгляд не очень велик, однако монография «Пневмонии в грудном возрасте», написанная в содружестве с профессором патологической анатомии института Д. Д. Лоховым, на много лет стала основным руководством по этой проблеме для врачей-педиатров доантибактериальной эпохи. Помимо прочего, это монография выгодно отличалась от подобных исследований тех лет глубиной клинико-морфологических сопоставлений, что позволяет ей оставаться востребованной спустя много десятилетий.
Столь же серьёзной клинической проработкой отличаются работы Юлии Николаевны, посвящённые другим, чаще всего наиболее актуальным вопросам педиатрии.

## Избранные печатные работы
- Садыкова Ю. Н. К вопросу об агглютинации дизентерийных палочек. — Врачебная газета. — 1914, №№ 16-18.
- Садыкова Ю. Н. Малярия в детском возрасте / Сборник детских болезней. — 1925.
- Садыкова Ю. Н. К казуистике геморрагической пятнистой болезни. — Педиатрия. — 1928, № 1. — Т. VIII.
- Садыкова Ю. Н. Лечение пневмоний в грудном возрасте. — Журнал для усовершенствования врачей. — 1929, № 10.
- Садыкова Ю. Н. К этиологии гидронефрозов в раннем детском возрасте. — Педиатрия. — 1930, № 5. — Т. XIII.
- Садыкова Ю. Н., Лохов Д. Д. Пневмонии в грудном возрасте. — Госмедиздат, 1930. — 151 с.
- Садыкова Ю. Н. Лечение простых и токсических диспепсий. — Врачебная газета. — 1931.
- Садыкова Ю. Н. Клиника и лечение острых летних поносов. — Вопросы педиатрии. — 1931, № 2. — Т. III.
- Садыкова Ю. Н. Организация больничной помощи детям грудного возраста (рукопись).
- Sadikova Y. Ober Malaria in Kindesalter. — Archiv. für Kinderheilkunde.. — Vol. LXXIX.

#### Доклады на заседаниях Общества детских врачей
| О склеивании палочки Шига – Крузе при дизентерии (совместно с Шаминой) | 23.10.1812 | О малярии у детей                    | 7.10.1925  |
| Случай геморрагической пурпуры (дем.)                                  | 1925       | Пневмонии в грудном возрасте         | 25.04.1928 |
| Случай аномалии мочевых путей (дем.)                                   | 1928       | Случай dermatitis exfoliativa (дем.) | 1930       |
| Клиника и лечение поносов грудных детей                                | 23.04.1931 |                                      |            |
— 

## Адреса в Петербурге
Свои юные годы Ю. Н. Садыкова провела на Шпалерной ул., д. 32. После окончания гимназии и Бестужевских курсов семья несколько лет проживала на Васильевском острове в доме № 7 по 2-й линии.
В годы учёбы в ЖМИ Юлия Николаевна с родителями на несколько лет переехала поближе к институту на Петербургскую сторону (Кронверкский проспект, д. 29).
Первые годы работы врачом Ю. Н. Садыкова снимала квартиру в Виленском переулке, д. 5 (доходный дом М. М. Рянгина), где оборудовала частный врачебный кабинет. В годы Первой мировой войны и до своего ареста в 1922 году она делила квартиру со своим братом по адресу: Сергиевская ул., д. 24.
Последние годы жизни Ю. Н. Садыкова провела на ул. Каляева, д. 5.